# Bryophyllum uniflorum
Bryophyllum uniflorum là một loài thực vật có hoa trong họ Crassulaceae. Loài này được (Stapf) A.Berger miêu tả khoa học đầu tiên năm 1930.